# Ursus americanus eremicus
Ursus americanus eremicus (oso negro mexicano) es una subespecie de  mamíferos carnívoros  de la familia Ursidae.

## Distribución geográfica
Se encuentra en las montañas del noreste de México (Sonora, Nuevo León, Coahuila,  Chihuahua y, posiblemente, Estado de Durango, Tamaulipas, San Luis Potosí y ciertas áreas de Texas.